# Daisuke Fujii
Daisuke Fujii (藤井 大輔 Fujii Daisuke?, nacido el 15 de octubre de 1986 en Ibaraki, Osaka) es un exfutbolista japonés. Jugaba de defensa y su último club fue el Kamatamare Sanuki de Japón.

## Trayectoria

### Clubes
| Club              | País  | Año         |
| ----------------- | ----- | ----------- |
| Albirex Niigata   | Japón | 2005 - 2006 |
| Thespa Kusatsu    | Japón | 2007 - 2009 |
| V-Varen Nagasaki  | Japón | 2010 - 2014 |
| Kamatamare Sanuki | Japón | 2014        |

## Estadística de carrera

### J. League
| Club              | Año   | J. League | J. League | Copa J. League | Copa J. League | Total | Total |
| Club              | Año   | Part.     | Goles     | Part.          | Goles          | Part. | Goles |
| ----------------- | ----- | --------- | --------- | -------------- | -------------- | ----- | ----- |
| Albirex Niigata   | 2005  | 5         | 0         | 0              | 0              | 5     | 0     |
| Albirex Niigata   | 2006  | 6         | 0         | 4              | 0              | 10    | 0     |
| Thespa Kusatsu    | 2007  | 24        | 0         | -              | -              | 24    | 0     |
| Thespa Kusatsu    | 2008  | 7         | 1         | -              | -              | 7     | 1     |
| Thespa Kusatsu    | 2009  | 34        | 1         | -              | -              | 34    | 1     |
| V-Varen Nagasaki  | 2013  | 18        | 1         | -              | -              | 18    | 1     |
| V-Varen Nagasaki  | 2014  | 2         | 1         | -              | -              | 2     | 1     |
| Kamatamare Sanuki | 2014  | 3         | 0         | -              | -              | 3     | 0     |
| Total             | Total | 99        | 4         | 4              | 0              | 103   | 4     |